# Дживолетто
Дживолетто (італ. Givoletto, п'єм. Givolèt) — муніципалітет в Італії, у регіоні П'ємонт,  метрополійне місто Турин.
Дживолетто розташоване на відстані близько 550 км на північний захід від Рима, 20 км на північний захід від Турина.
Населення — 3921 особа (2014).
Щорічний фестиваль відбувається 26 серпня. Покровитель — San Secondo.

## Демографія
Населення за роками:

Станом на 1 січня 2023 року в муніципалітеті офіційно проживало 136 іноземців з 24 країн, серед них 96 громадян країн Євросоюзу та 4 громадяни України.

## Сусідні муніципалітети
- Ла-Касса
- Сан-Джилліо
- Валь-делла-Торре
- Варизелла